# El Cerrito (Kolumbien)
El Cerrito ist eine Gemeinde (Municipio) im Departamento Valle del Cauca in Kolumbien.

## Geographie
El Cerrito liegt in Valle del Cauca in der Subregion Centro, 46 km von Cali entfernt, auf einer Höhe von 987 m ü. NN. Durch unterschiedliche Höhenlagen finden sich praktisch alle Klimazonen in der Gemeinde. Die Gemeinde grenzt im Norden an Guacarí, Ginebra und Buga, im Osten an Rioblanco im Departamento del Tolima und an Palmira, im Süden an Palmira und im Westen an Vijes.

## Bevölkerung
Die Gemeinde El Cerrito hat 58.563 Einwohner, von denen 36.280 im städtischen Teil (cabecera municipal) der Gemeinde leben (Stand 2019).

## Geschichte
El Cerrito wurde 1825 von Manuel José Guzmán gegründet und erhielt 1846 den Status einer Gemeinde.

## Wirtschaft
Der wichtigste Wirtschaftszweig von El Cerrito ist die Landwirtschaft und Industrie, insbesondere der Anbau und die Verarbeitung von Zuckerrohr.

## Söhne und Töchter der Stadt
- Álvaro Domínguez (* 1981), Fußballspieler
- Viviana Muñoz (* 1985), Fußballschiedsrichterin
- Juan Domínguez (* 1986), Fußballspieler
- Jefferson Lerma (* 1994), Fußballspieler